# 成安造型短期大学
成安造型短期大学（日语：／ Seian Zōkei Tanki Daigaku *）是过去一所位于日本京都府长冈京市的私立短期大学。

## 概要

### 简介
- 学校最早可以追溯到1920年[1][2]。短期大学为于1950年开办[2]、由学校法人大阪成蹊学园（前学校夫人京都成安女子学园）经营、招生到2002年[3]、停办于2006年。为男女同校从1993年。

### 历史
- 1950年 京都成安短期大学成立并同时设置一个学科即服装科[注 1]。
- 同年10月 改校名为成安女子短期大学
- 1951年 第二部成立于服装科[注 1]（但招生到1955年、停办于1957年）[3]。业余课程服装专修[注 4]成立、分离为两个课程、以下列举。
  - 第一部
  - 第二部（但停办于1957年）[4]
- 1958年 设计科[注 5]成立[3]。
- 1958年 设计科[注 5]改编为造型艺术科[3]。
- 1990年 服装科[注 1]改名为服饰文化学科[3]。
- 1993年 改校名为成安造型短期大学、开始招収男学生于造型艺术科[3]。
- 1994年 开始招収男学生于服饰文化学科[3]。
- 1996年 两个专攻成立于专科、以下列举。
  - 造型艺术专攻
  - 服饰文化专攻
- 2002年 招生最后、次年停止招生（正式停办于2006年6月14日[3]）。

## 学校环境
- 校区：在京都府长冈京市

## 组织

### 学科
- 服饰文化学科
- 造型艺术科

### 前学科
| - 服装科 - 第一部 - 第二部 |

### 专科
| - 造型艺术专攻 - 服饰文化专攻 |

### 业余课程
| - 服装专修 - 第一部 - 第二部 |

## 相关链接
- 日本短期大学列表
- 大阪成蹊短期大学